# Kick Ass (We Are Young)
«Kick Ass (We Are Young)» es una canción del cantante y compositor británico Mika y del productor discográfico RedOne, lanzado como sencillo de la banda sonora de la película Kick-Ass. Fue lanzado oficialmente  el 2 de mayo de 2010.

## Descripción
En el estreno europeo de Kick-Ass, en Londres, Mika dijo:
Nunca he escrito una canción para una película, he tenido canciones en películas, lo cual siempre es extraño, ¿sabes? Cuando ves caras con las que creciste caminando por la calle al son de una de tus canciones, ¡parece que te la han robado! Pero en esta ocasión, los productores de Kick-Ass me llamaron, me hicieron ver la película y luego me dieron tres días para escribir la canción. Así que estaba un poco aterrorizado. ... Está escrita completamente para la película. Me encantó la película. Satisface todas mis extrañas obsesiones y perversiones. ¡Es demente! Está mal en todos los sentidos, por eso es tan buena.. 

## Video musical
El video musical del sencillo muestra a Mika, tirado indefenso en un callejón después de ser asaltado. El empieza a cantar y cuando lo hace, las palabras poderosas en las letras y su búsqueda de una edición del cómic Kick-Ass lo inspiran a correr por los tejados. El video también cuenta con escenas intercaladas de la película.  Se rodó en Negro Island Studios, Londres y estrenada el 15 de marzo de 2010.

## Posiciones
| Lista (2010)                              | Máxima posición |
| ----------------------------------------- | --------------- |
| Austria (Ö3 Austria Top 40)               | 54              |
| Bélgica (Flandes) (Ultratop 50)           | 8               |
| Bélgica (Valonia) (Ultratop 50)           | 5               |
| Estados Unidos (Hot Dance Club Songs)     | 13              |
| Irlanda (IRMA)                            | 7               |
| Italia (FIMI)                             | 5               |
| Reino Unido (UK Singles Chart)            | 84              |
| República Checa (Rádio Top 100 Oficiální) | 72              |
| Suiza (Schweizer Hitparade)               | 56              |